# Керпен (замок, Рейнланд-Пфальц)
Керпен (нем. Burg Kerpen) — средневековый замок на высоком отроге доломитовых гор  в регионе Айфель в коммуне Керпен в земле Рейнланд-Пфальц, Германия.

## История

### Ранний период
Точное время строительства замка Керпен неизвестно. Наиболее вероятно, что его основателем был Зигиберт де Керпен (который впервые упоминается в 1136 году) или его сын Генрих I (1142–1177). 
В 1265 году Теодерих II фон Керпен признал себя вассалом архиепископа Кёльна Энгельберта II фон Фалькенбург цу Лехена. 
В документах, датируемых 1299 годом, владельцем замка назван Теодорих III фон Керпен. Позже его сыновья основали три самостоятельные династии: Керпен-Линстер, Керпен-Мёрсдорф и Керпен-Иллинген. Представители каждого рода оставалась совладельцами главного замка. Со временем крепость обрела сразу нескольких собственников с разной долей участия.
В 1446 году Конрад фон Керпен-Мёрсдорф продал свою долю в замке двоюродному брату Вильгельму II фон Зомбреффу, который в последующие два года выкупил у родственников и другие права наследования на Керпен. Таким образом  Вильгельм II стал единоличным владельцем замка. Правда, после его смерти начались длительные тяжбы и споры о правах ближней и дальней родни на причитающуюся долю в образовавшемся наследстве. Споры о дележе имущества затянулись более более чем на 200 лет. Ситуация осложнялась тем, что единственный сын Вильгельма II по имени Фридрих умер бездетным. Соответственно единоличной наследницей замка посчитала себя его сестра Маргарет. Благодаря её браку с графом Дитрихом фон Мандершайд-Шлайденом родовое имение перешло во владение одноименного графского рода. Но с этим не пожелали мириться многочисленные родственники по линии фон Керпен.

### Тяжбы и споры

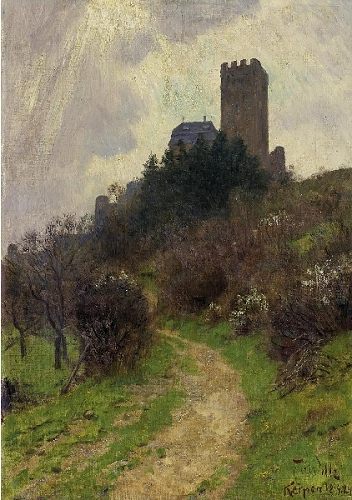
Картина Фритца фон Вилле с изображением замка

В начале XVI века Дитрих IV фон Мандершайд-Шлайден построил в замке часовню в готическом стиле. Когда он умер бездетным в 1593 году претензии на владение замком предъявил его шурин Филипп фон дер Марк и немедленно разместил в Керпене верных людей. Однако вдова не согласилась с такой ситуацией и начались новые судебные тяжбы. Спор завершился лишь в 1611 году, когда Филипп фон дер Марк заплатил вдове компенсацию за отказ от имущественных претензий на резиденцию.
Но на этом тяжбы о разделе имущества в отношении замка Керпен не завершились. В 1653 году о своих правах на резиденцию объявил граф фон Лёвенштайн-Вертхайм. Более того, он пытался силой захватить замок. Новый этап судебных тяжб продолжался более двух десятков лет. Наконец в 1674 году точку в спорах между различными дворянскими семьями поставил Императорский суд Шпайера. Его решением замок Керпен, включая окрестные земли, перешёл в собственность герцогини Аренбергской. Семья фон Аренберг оставались собственником замка до 1794 года. Правда из-за нехватки средств этот род так и не сумел реализовать изначальные планы и превратить бывшую крепость в роскошную резиденцию. 

### Упадок
Замок серьёзно пострадал ещё во время Тридцатилетней войны. Захватившие Керпен солдаты французской армии под командованием генерала Буффлера сначала разграбили замок, затем взорвали его укрепления, а близлежащие поселения сожгли. В середине XVII века Керпен был частично восстановлен. Но во время Франко-испанской войны 1683-1684 годов французские солдаты вновь захватили комплекс и в очередной раз разрушили его. 
После того, как французские войска во время Революционных войн в 1794 заняли левый берег Рейна, представители правительства Франции решили продать руины бывшего замка. В 1803 году оставшиеся постройки были превращены в некое подобие каменоломен. 

### Возрождение
В 1893 году богач и меценат Иоганн Генрих Дюн решил начать восстановление замка. Он привёл в порядок бывшее имение, превратившееся за прошедшие десятилетия в свалку мусора. Дюн возвёл высокую жилую резиденцию в старинном стиле, восстановил главную башню (бергфрид) и зубчатые стены вокруг.
С 1907 по 1911 год замок Керпен принадлежал Клеменсу Манштейну.
В 1911 году известный айфельский художник Фритц фон Вилле купил замок у Клеменса фон Манштейна. Новый собственник провёл обширные восстановительные и реставрационные работы. После смерти художника в 1941 году его похоронили на территории замка.
В том же году замок выкупил концерн DEMAG, чтобы использовать его в качестве учебного центра для своих сотрудников. В 1950-х годах концерн провел ряд ремонтных работ. Ряд зданий внутри замка оказались серьёзно реконструированы и расширены.
С 1969 по 2007 год замок Керпен принадлежал властям района Рейн-Нойс. В бывшей крепости разместился загородный дом отдыха для школьников. 
В 2007 году замок выкупила богатая голландская семья. В  Керпене в 2010 году была проведена обширная реконструкцию. По договорённости с федеральными властями замок стал в 2016 году общежитием для беженцев, хлынувших в Германию с Ближнего востока после начала гражданской войны в Сирии. 
В январе 2018 года замок оказался продан богатой семье предпринимательской из Бонна. Новые собственники решили использовать Керпен в качестве жилой резиденции.

## Описание
Замок расположен на высоте 500 метров над уровнем моря. Комплекс представляет собой систему с тремя террасами на разных уровнях. На самом верхняя уровне на 23-метровой скале находилась цитадель. На средней террасе раньше располагались хозяйственные постройки, которые не сохранились. Нижний уровень окружён сплошной каменной стеной. В прежние времена здесь также имелись разные строения. В том числе хлев и конюшни. С севера, там где близко от замка склон более высокой горы, в породе вырублен ров шириной 15 метров.
Непосредственно от периода Средневековья сохранилась только массивная главная башня.

## Галерея

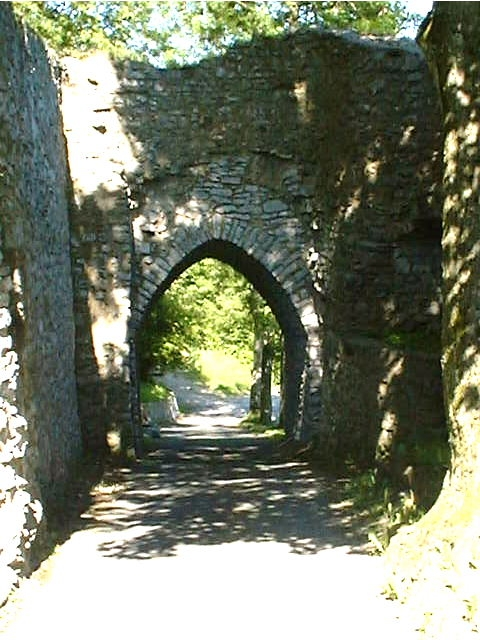
Ворота ведущие к замку
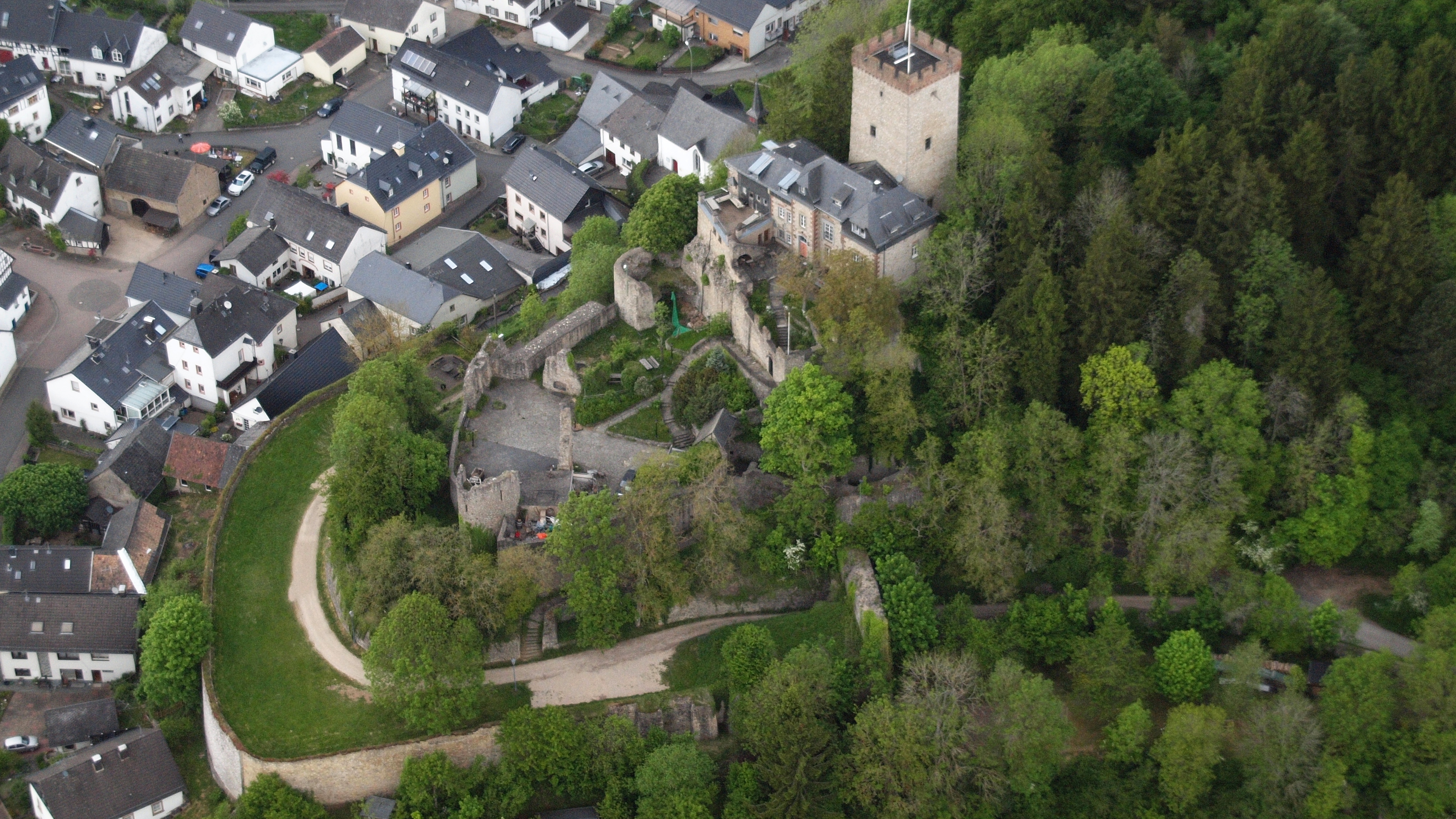
Вид замка сверху
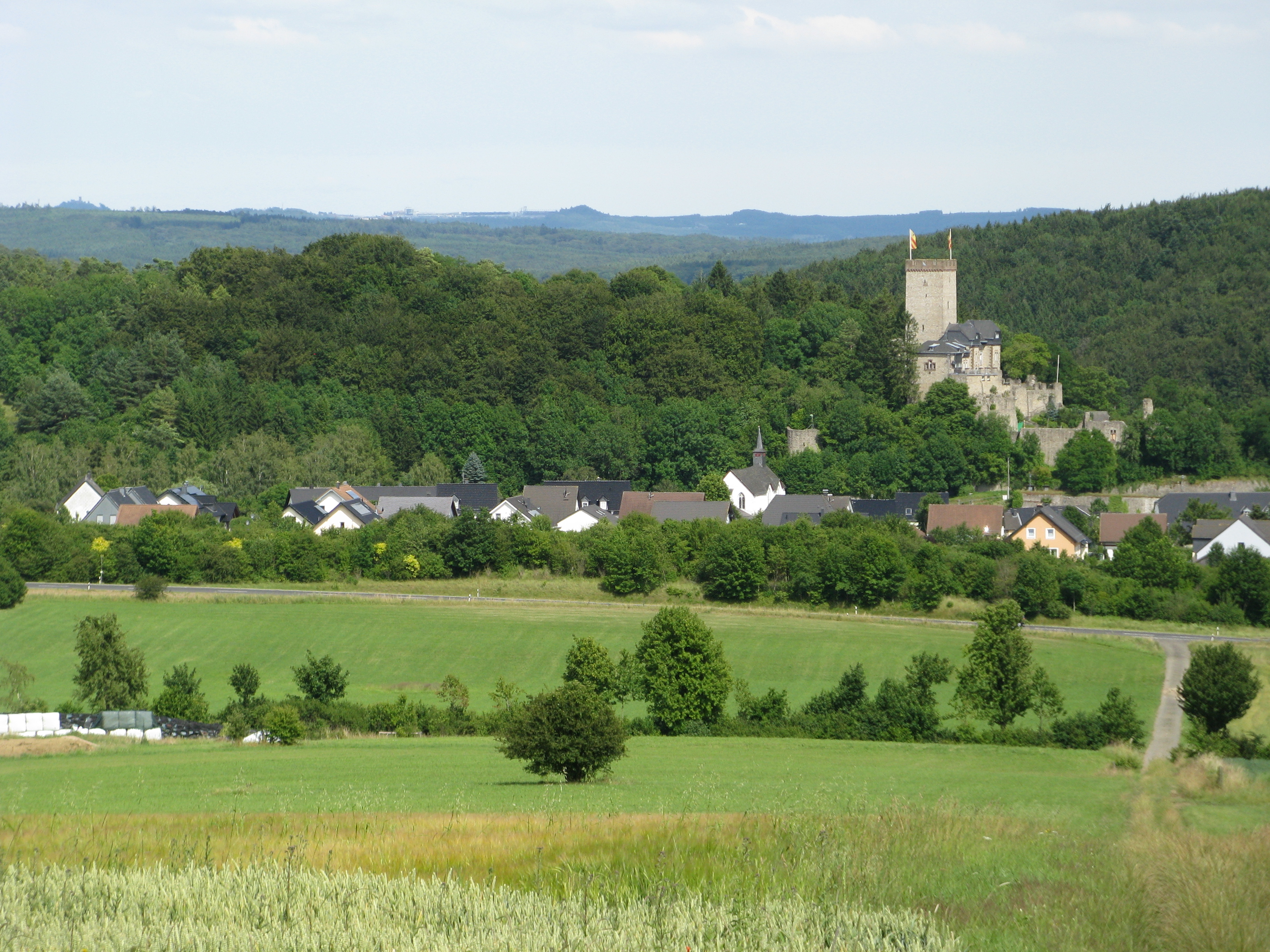
Вид замка и близлежащего поселения
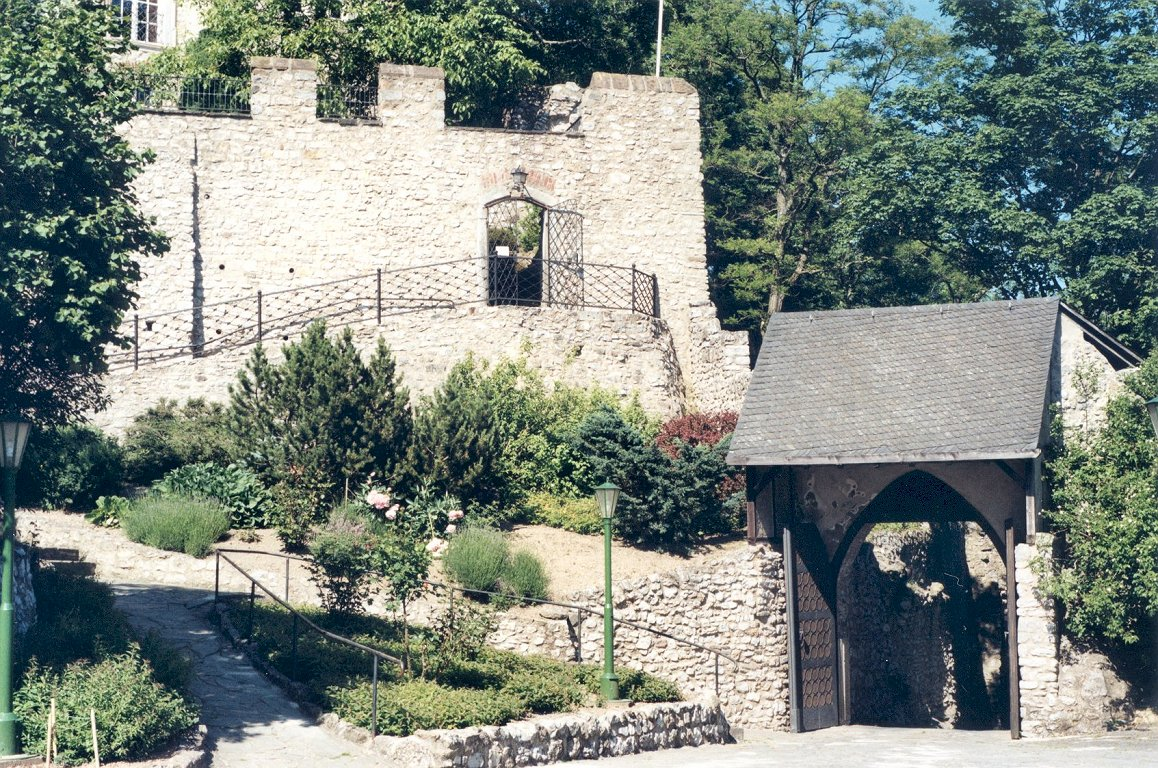
Внутренний двор замка
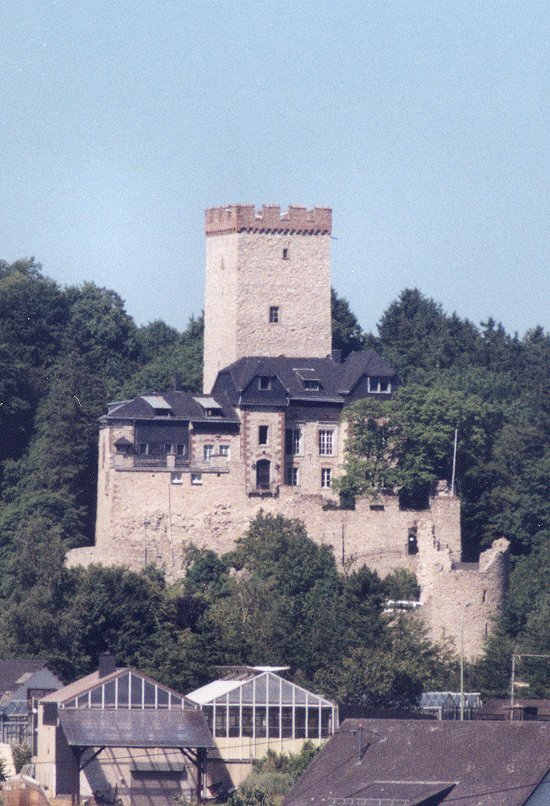
Вид замка с юго-западной стороны